# پاتون (ویرجینیای غربی)
پاتون (به انگلیسی: Patton) یک منطقهٔ مسکونی در ایالات متحده آمریکا است که در ویرجینیای غربی واقع شده‌است. پاتون ۵۳۶٫۱۵ متر بالاتر از سطح دریا قرار دارد.